# Boražinovke
Boražinovke (porečnice, oštrolisti, lat. Boraginaceae), biljna porodica jedina u redu Boraginales, razred Magnoliopsida. Pripada joj tri potporodice, a za njih se ponekad smatraju i :Cordioideae, Ehretioideae, Heliotropioideae, Hydrophylloideae, Lennooideae, Namoideae i Wellstedioideae, koje imaju i status porodica. Taksonomija ove porodice bila je sporna: raniji Cronquistov botanički klasifikacijski sustav smjestio ju je u red Lamiales, a prva verzija sustava Angiosperm Phylogeny Group (APG) tretirala ju je kao dio Solanales. Uz nedostatak konsenzusa o svojoj evolucijskoj povijesti, Boraginaceae je 2009. godine stavljena u klasu Euasterida I (lamiide) bez poretka od strane Grupe filogenije kritosjemenjača III (APG III).
Porodica je dobila ime po najvažnijem rodu Borago (oštrolist, poreč ili oštrolistac) u koju pripada među ostalima i Boražina.

## Opis
Biljke boraginaceae često su zeljaste i dlakave i mogu biti jednogodišnje ili višegodišnje. Neke su loze ili drveće, a neke su paraziti (ne mogu fotosintetizirati i stoga im je potreban domaćin). Boraginaceae je isprva stavljena u red Lamiales jer je dijelila s Lamiaceae i Verbenaceae jajnike s četiri duboko podijeljene pregrade, vrh pričvršćen za bazu jajnika i plodove koji se raspadaju u četiri oraščića. Čini se da su te sličnosti evoluirale neovisno, a boražine se razlikuju po tome što imaju naizmjenične listove, okrugle stabljike, različite sekundarne metabolite (bez iridoidnih alkaloida), pravilne cvjetove, isti broj prašnika i latica i cvjetne grozdove koji su često uvijeni poput škorpionovog repa.
Porodica uključuje brojne vrtne ukrasne biljke, kao što su Heliotropium (heliotrop), Mertensia virginica (virginijski zvončić), Phacelia, Pulmonaria (plućnjak) i Myosotis (nezaboravak). Neke od tipičnijih boražina pokazuju promjene boje vjenčića (latica) tijekom starenja, od ružičaste do plave, od žute do ružičaste do plave ili žute do bijele; ovu transformaciju uzrokuju promjene pH vrijednosti staničnih tekućina. Mnoge vrste su otrovne, ali neke vrste se koriste u medicini, kao što su Borago officinalis (boražina), Symphytum officinale (gavez) i Lithospermum. U tropima je rod Cordia, s više od 200 vrsta, vrlo raznolik i uključuje neke važne vrste drva.
Druge dvije skupine, koje su prije bile tretirane kao zasebne porodice, ponovno su dodijeljene kao potporodice u Boraginaceae na temelju molekularnih i fizioloških dokaza. Jedna grupa je Lennooideae (ranije Lennoaceae), s tri roda i sedam vrsta korijenskih parazita koji imaju male listove nalik ljuskama i uopće nemaju klorofil. Nastanjuju pustinjska područja u Kolumbiji, Venezueli, Meksiku i jugozapadu Sjedinjenih Država, a mnoge se smatraju rijetkima. Imaju tipične cvjetove poput boražine, ali su im jajnici podijeljeni na mnogo pregrada. Druga skupina je Hydrophylloideae (ranije Hydrophyllaceae ili porodica vodenih listova), koja uključuje Phacelia (150 vrsta), Hydrophyllum i Wigandia. Razlikuju se od ostalih boražina prije svega po tjemenoj posteljici i brojnijim sjemenkama.

## Sistematika

### Potporodice i rodovi
1. Subfamilia Echiochiloideae Weigend
  1. Tribus Echiochileae Långström & M. W. Chase
    1. Echiochilon Desf. (16 spp.)
    2. Ogastemma Brummitt (1 sp.)
    3. Antiphytum DC. ex Meisn. (14 spp.)
2. Subfamilia Boraginoideae
  1. Tribus Lithospermeae Dumort.
    1. Subtribus Cerinthinae
      1. Cerinthe L. (6 spp.)
      2. Huynhia Greuter (2 spp.)

    2. Subtribus neopisan?
      1. Moltkia Lehm. (6 spp.)
      2. Neatostema I. M. Johnst. (1 sp.)
      3. Mairetis I. M. Johnst. (1 sp.)
      4. Moltkiopsis I. M. Johnst. (1 sp.)
      5. Lithodora Griseb. (3 spp.)
      6. Halacsya Dörfl. (1 sp.)
      7. Paramoltkia Greuter (1 sp.)

    3. Subtribus Lithosperminae
      1. Aegonychon Gray (3 spp.)
      2. Buglossoides Moench (6 spp.)
      3. Glandora D. C. Thomas, Weigend & Hilger (8 spp.)
      4. Lithospermum L. (82 spp.)
      5. Ancistrocarya Maxim. (1 sp.)

    4. Subtribus neopisan?
      1. Arnebia Forssk. (32 spp.)
      2. Stenosolenium Turcz. (1 sp.)
      3. Podonosma Boiss. (3 spp.)
      4. Alkanna Tausch (66 spp.)

    5. Subtribus Echiinae
      1. Pontechium Böhle & Hilger (1 sp.)
      2. Echium L. (71 spp.)
      3. Echiostachys Levyns (3 spp.)
      4. Lobostemon Lehm. (29 spp.)
      5. Cystostemon Balf. fil. (16 spp.)
      6. Onosma L. (268 spp.)
      7. Choriantha Riedl (1 sp.)
      8. Maharanga A. DC. (10 spp.)

  2. Tribus Boragineae Rchb.
    1. Subtribus Moritziinae Weigend
      1. Moritzia DC. ex Meisn. (3 spp.)
      2. Thaumatocaryon Baill. (1 sp.)

    2. Subtribus Boragininae
      1. Trachystemon D. Don (1 sp.)
      2. Brunnera Stev. (3 spp.)
      3. Phyllocara Gusul. (1 sp.)
      4. Hormuzakia Gusul. (3 spp.)
      5. Gastrocotyle Bunge (2 spp.)
      6. Cynoglottis (Gusul.) Vural & Kit Tan (2 spp.)
      7. Lycopsis L. (2 spp.)
      8. Anchusella Bigazzi, E. Nardi & Selvi (2 spp.)
      9. Anchusa L. (29 spp.)
      10. Melanortocarya Selvi, Bigazzi, Hilger & Papini (1 sp.)
      11. Pulmonaria L. (21 spp.)
      12. Nonea Medik. (48 spp.)
      13. Symphytum L. (32 spp.)
      14. Pentaglottis Tausch (1 sp.)
      15. Borago L. (5 spp.)
3. Subfamilia Cynoglossoideae Weigend
  1. Tribus Lasiocaryeae Weigend
    1. Chionocharis I. M. Johnst. (1 sp.)
    2. Microcaryum I. M. Johnst. (2 spp.)
    3. Lasiocaryum I. M. Johnst. (6 spp.)

  2. Tribus Trichodesmeae Zakirov ex H. Riedl
    1. Trichodesma R. Br. (40 spp.)
    2. Caccinia Savi (6 spp.)

  3. Tribus Asperugeae Zakirov ex Ovczinnikova
    1. Memoremea A. Otero, Jim. Mejías, Valcárcel & P. Vargas (1 sp.)
    2. Asperugo L. (1 sp.)
    3. Anoplocaryum Ledeb. (6 spp.)
    4. Mertensia Roth (35 spp.)

  4. Tribus Omphalodeae Weigend
    1. Gyrocaryum Valdés (1 sp.)
    2. Iberodes Serrano, R. Carbajal & S. Ortiz (5 spp.)
    3. Nihon IA. Otero, Jim. Mejías, Valcárcel & P. Vargas (5 spp.)
    4. Omphalodes Mill. (12 spp.)
    5. Omphalotrigonotis W. T. Wang (2 spp.)
    6. Sinojohnstonia Hu (4 spp.)
    7. Mimophytum Greenm. (11 spp.)
    8. Myosotidium Hook. (1 sp.)
    9. Selkirkia Hemsl. (4 spp.)

  5. Tribus Rochelieae A. DC.
    1. Subtribus Heterocaryinae H. Riedl
      1. Suchtelenia Kar. ex Meisn. (1 sp.)
      2. Pseudoheterocaryum Kaz. Osaloo & Saadati (4 spp.)
      3. Heterocaryum A. DC. (2 spp.)

    2. Subtribus Eritrichiinae Benth. & Hook. fil.
      1. Hackelia Opiz ex Berchtold (49 spp.)
      2. Embadium J. M. Black (3 spp.)
      3. Oncaglossum Sutorý (1 sp.)
      4. Pseudolappula Khoshsokhan & Kaz. Osaloo (1 sp.)
      5. Eritrichium Schrad. (76 spp.)
      6. Lappula Moench (78 spp.)
      7. Lepechiniella Pop. (15 spp.)
      8. Rochelia Rchb. (25 spp.)

  6. Tribus Craniospermeae DC. ex Meisn.
    1. Craniospermum Lehm. (11 spp.)

  7. Tribus Myosotideae Rchb. fil.
    1. Brachybotrys Maxim. ex Oliv. (1 sp.)
    2. Trigonotis Stev. (69 spp.)
    3. Stephanocaryum Pop. (3 spp.)
    4. Decalepidanthus Riedl (10 spp.)
    5. Pseudomertensia Riedl (8 spp.)
    6. Myosotis L. (155 spp.)

  8. Tribus Cynoglosseae W. D. J. Koch
    1. Subtribus Microulinae Weigend
      1. Afrotysonia IRauschert (3 spp.)
      2. Microula Benth. (34 spp.)
      3. Metaeritrichium W. T. Wang (1 sp.)
      4. Actinocarya Benth. (2 spp.)

    2. Subtribus Amsinckiinae Brand
      1. Andersonglossum J. I. Cohen (3 spp.)
      2. Adelinia J. I. Cohen (1 sp.)
      3. Dasynotus I. M. Johnst. (1 sp.)
      4. Harpagonella A. Gray (2 spp.)
      5. Pectocarya DC. ex Meisn. (12 spp.)
      6. Amsinckia Lehm. (14 spp.)
      7. Simpsonanthus Guilliams, Hasenstab & B. G. Baldwin (1 sp.)
      8. Oreocarya Greene (62 spp.)
      9. Eremocarya Greene (1 sp.)
      10. Sonnea IGreene (3 spp.)
      11. Plagiobothrys Fisch. & C. A. Mey. (65 spp.)
      12. Greeneocharis Gürke & Harms (2 spp.)
      13. Johnstonella Brand (18 spp.)
      14. Cryptantha Lehm. ex Fisch. & C. A. Mey. (106 spp.)
      15. Nesocaryum I. M. Johnst. (1 sp.)

    3. Subtribus Bothriosperminae H. Riedl
      1. Bothriospermum Bunge (6 spp.)
      2. Thyrocarpus Hance (3 spp.)
      3. Antiotrema Hand.-Mazz. (1 sp.)

    4. Subtribus Cynoglossinae Dumort.
      1. Lindelofia Lehm. (10 spp.)
      2. Microparacaryum (Popov ex Riedl) Hilger & Podlech (3 spp.)
      3. Brandellia R. R. Mill (1 sp.)
      4. Paracynoglossum IPopov (9 spp.)
      5. Paracaryum Boiss. (68 spp.)
      6. Cynoglossum L. (68 spp.)
      7. Ailuroglossum Sutorý (2 spp.)
      8. Cynoglossopsis Brand (2 spp.)
      9. Ivanjohnstonia Kazmi (1 sp.)
      10. Crucicaryum O. Brand (1 sp.)
      11. Rindera Pall. (32 spp.)
      12. Pardoglossum Barbier & Mathez (5 spp.)
      13. Solenanthus Ledeb. (22 spp.)
      14. Mapuchea Serrano, R. Carbajal & S. Ortiz (1 sp.)

Na popisu ove porodice 18 vrsta navodi se kao ugrožene i tri kao invazivne.

### Ugrožene vrste
- Amsinckia marginata kritično
- Anchusa crispa
- Bourreria velutina
- Cordia correae
- Cordia leslieae kritično
- Cordia protracta
- Cordia rosei
- Cordia urticacea kritično
- Echium acanthocarpum kritično
- Echium handiense kritično
- Echium pininana
- Echium valentinum
- Ehretia glandulosissima
- Solenanthus albanicus
- Solenanthus reverchonii kritično
- Tournefortia obtusiflora kritično
- Varronia rupicola kritično
- Varronia wagnerorum kritično

### Invazivne vrste
- Cynoglossum officinale
- Heliotropium curassavicum
- Heliotropium angiospermum